# Blackbear
Мэтью Тайлер Мусто (англ. Matthew Tyler Musto, род. 27 ноября 1990 года, Питтстон, штат Пенсильвания, США), более известен как Blackbear (стилизовано как blackbear) — американский певец, автор песен, рэпер и музыкальный продюсер. Он выпустил четыре студийных альбома, шесть мини-альбомов и два микстейпа. Мусто также является участником альтернативного хип-хоп и R&B дуэта Mansionz с американским певцом и рэпером Майком Познером.

## Карьера

### 2006—2014: Ранняя карьера
В старших классах Мусто был певцом рок-группы Polaroid, основанной во Флориде. Они выпустили один альбом — Paint The Town, один ЕР — Inside And Out и одно демо — The Curo Demo. Они состояли в лейбле Leakmob Records. Мусто бросил школу в 9-м классе, чтобы сосредоточиться на музыке.
После ухода из Polaroid Мусто начал сольную карьеру, когда переехал в Атланту, чтобы работать с Ne-Yo. Он выпустил свой первый EP под названием Brightness в 2008 году, затем Contrast в 2009 году и Exposure в 2010 году. Он выпустил рождественскую песню с Тайлером Картером, тогдашним участником группы Woe, Is Me в 2010 году, за которым вскоре последовал новый сингл «Douche Bag». В июле 2011 года Мусто выпустил свой EP Year of the Blackbear. Осенью 2011 года он решил взять псевдоним Blackbear и использовать его в качестве псевдонима для создания музыки. Первой песней, выпущенной под псевдонимом Blackbear, стала песня Майка Познера «Marauder Music» в ноябре 2011 года.
Мусто выступил соавтором «Boyfriend» Джастина Бибера, который стал хитом номер два на Billboard Hot 100 в начале 2012 года. Намереваясь продолжить карьеру в качестве R&B исполнителя, Мусто выпустил свой дебютный EP Foreplay 20 апреля 2012 года, а дебютный микстейп Sex — 31 октября 2012 года. Оба релиза были выпущены под псевдонимом Blackbear, а в микстейпе Sex участвовали соавторы «Boyfriend» Майк Познер, а также продюсеры, певцы и авторы песен Джеймс Блейк и Мейджор Али. Он также появился у MGK в треке End of the Road с альбома Lace Up. 20 апреля 2014 года Blackbear выпустили EP The Afterglow. Это поставило его на четвертое место в списке неизведанных релизов Billboard от будущих артистов.
В 2014 году Blackbear стал одним из первых независимых исполнителей, который монетизировал потоковое вещание на SoundCloud.

### 2015:DeadrosesиHelp
Blackbear выпустили свой первый полноформатный альбом Deadroses, состоящий из 10 треков, 14 февраля 2015 года. Альбом получил положительные отзывы, один из которых утверждал, что альбом «приятно смешал множество жанров, звуков и эмоций, что создало совершенно сплоченный и уникальный проект». Первый сингл «Idfc» попал в чарт Billboard R&B Hot 100 и занимал место в чартах Billboard R&B более года. Трек заработал миллионы потоков на SoundCloud и Spotify. Он транслировался более 22,5 миллионов раз на SoundCloud, а на Idfc (Tarro Remix) — более 192 миллионов просмотров по состоянию на июнь 2019 года. «Idfc» вывел Blackbear в топ-20 чартов Billboard. Второй сингл «90210» представляет G-Eazy и собрал более 11 миллионов потоков в SoundCloud и более 9 миллионов потоков в Spotify.
В мае 2015 года его трек «NYLA» был показан в документальном фильме Hot Girls Wanted на Netflix.
За Deadroses последовал EP Dead, на котором были представлены акустические версии четырех треков Deadroses, а также один новый трек «Weak When Ur Around».
Он выпустил свой второй полноформатный альбом Help 27 ноября 2015 года.

### 2016:Drink Bleach,Cashmere Noose, и Mansionz
20 апреля 2016 года Blackbear выпустил свой четвертый EP Drink Bleach, в котором участвовали как соавтор «Boyfriend» Майк Познер, так и американский исполнитель хип-хоп — записи и соучредитель The HBK Gang P-Lo.
В течение всего года Blackbear сотрудничали с другими артистами, такими как американская рок-группа Linkin Park, а также с Джейкобом Сарториусом и Фиби Райан, и он гастролировал с Hoodie Allen, чей трек Happy Camper 2016 года и рекламный сингл «Champagne and Pools» также включал Blackbear. В середине года он присоединился к Super Duper Kyle и Tinashe в их турах.
2 августа 2016 года Blackbear выпустили свой пятый EP под названием Cashmere Noose через SoundCloud. Он полностью справился с производством EP через свой производственный коллектив Bear Trap Records. EP изначально включал в себя трек американского рэпера Mod Sun «Spent All My Money On Rick Owens Cargo Pants», но этот трек был удален из окончательного варианта EP и заменен на «Wanderlust» и «Flirt Right Back». Однако оригинальную версию Cashmere Noose можно найти на странице Blackbear в SoundCloud. Финальная версия Cashmere Noose заняла первое место в чартах iTunes R&B и шестое место в общем зачете в iTunes, сразу за Beyonce’s Lemonade и Drake’s Views.
Blackbear также фигурирует в сингле Оливии О’Брайен «Root Beer Float», выпущенном 15 сентября 2016 года. Он также выпустил трек «If I Could I Would Feel Nothing», фристайл, первоначально размещенный в его твиттере, который в конечном итоге стал рекламным синглом для его будущего третьего студийного альбома.
В конце 2016 года Blackbear сформировали альтернативный хип-хоп и R&B дуэт Mansionz с частым соавтором и певцом Майком Познером. Mansionz был активен с 2016 года и основана в Лос-Анджелесе, штат Калифорния. Дуэт выпустил свой дебютный сингл «STFU» 9 декабря 2016 года. В песне присутствует рэпер Spark Master Tape. Mansionz выпустили еще два сингла в начале 2017 года, «Rich White Girls» и «Dennis Rodman», последний из которых представляет баскетболиста Денниса Родмана. Оба этих сингла, наряду с «STFU», были включены в одноименный дебютный альбом Mansionz, который был выпущен 24 марта 2017 года, и были представлены в качестве приглашенных гостей: G-Eazy, Soren Bryce, CyHi the Prynce и Snoozegod.

### 2017—2018:Digital DruglordиCybersex
29 января 2017 года он разместил на своей странице SoundCloud трек «Make Daddy Proud», который был ремиксом Джереми Цукера «Heavy». Позже было подтверждено, что этот трек станет следующим рекламным синглом его третьего студийного альбома Digital Druglord. 17 марта 2017 года Blackbear выпустили сингл для альбома под названием «Do Re Mi».
2 апреля 2017 года, незадолго до выхода Digital Druglord, Blackbear выпустили на своем SoundCloud короткий акустический EP под названием Salt. Digital Druglord был выпущен 20 апреля 2017 года с синглом «Do Re Mi» и промосинглами «If I Could I Would Feel Nothing» и «Make Daddy Proud». В интервью музыкальному каналу Vice в Noisey он рассказал, что писал Digital Druglord, находясь в больнице, основываясь на своем опыте употребления алкоголя и наркотиков. Он заявляет, что обложка альбома — женщина с бутылками с таблетками на груди — не для того, чтобы прославлять использование лекарств, а потому, что теперь ему приходится принимать лекарства по рецепту, чтобы остаться в живых из-за его болезни.
22 июня 2017 года он подписал с Interscope соглашение о распространении на 10 миллионов долларов, которое дало лейблу права на Digital Druglord и следующий студийный альбом и их синглы.
18 августа 2017 года Blackbear объявил о своем следующем проекте, микстейпе под названием Cybersex. Название Cybersex происходит от увлечения Blackbear интернетом. В интервью Pigeons & Planes он рассказывает о том, почему интернет здесь, и почему киберсекс был первой формой секстинга. Он рассказывает, почему он находит интернет интересным и как вы можете засыпать с любимым человеком в другой стране благодаря технологиям. В сентябре 2017 года он выпустил песню на SoundCloud под названием «froze over». Трек был написан и спродюсирован Good Intent и Blackbear, и позже он появится в Cybersex как интерлюдия из двух частей под названием «thursday/froze over». 6 октября 2017 года песня под названием «Playboy Shit», в которой исполняет рэпер LilAaron, была выпущена на аккаунте Blackbear в PornHub и была подтверждена как часть проекта. 20 октября 2017 года Blackbear выпустили сингл «Bright Pink Tims» с участием Cam’ron. Этот день также ознаменовал первый день его тура в поддержку Mania Tour от Fall Out Boy, который продлится до 18 ноября. 27 ноября 2017 года, в день рождения Мусто, Cybersex был выпущен.
26 апреля 2018 года была выпущена песня «About You», написанная Майком Шинодой из Linkin Park о смерти его товарища по группе Честера Беннингтона, с участием Blackbear.
23 августа 2018 года Blackbear выпустили свой сингл под названием «the 1», выпущенный FRND.

### 2019:Anonymous
В феврале 2019 года Blackbear заявил, что будет выпускать сингл в неделю до 26 апреля, когда будет выпущен его 5-й студийный альбом. В День святого Валентина 2019 года он выпустил свой сингл «1 SIDED LOVE». 20 февраля он выпустил свой сингл «HIGH1X». 13 марта он выпустил свой сингл «SWEAR TO GOD» во время передачи Зейна Лоу на Beats 1.
26 апреля 2019 года он выпустил полный альбом Anonymous. Этот альбом — его самый длинный альбом, он содержит 18 треков общей продолжительностью 51 минута. Наряду с выпуском этого альбома он опубликовал в Instagram фотографию с подписью, в которой обсуждается его благодарность за второй шанс после осложнений со здоровьем в возрасте 27 лет, и он обсуждает, насколько значим этот альбом для него. 23 августа 2019 года он выпустил свой новый сингл под названием «Hot Girl Bummer».
13 ноября 2019 года Blackbear выпустили сингл «Tongue Tied» с американским продюсером Marshmello и английским певцом Yungblud.

## Продюсирование и написание песен
В дополнение к его собственной музыке, Мусто продюсировал и писал для многих популярных артистов. Он сотрудничал с многочисленными музыкальными артистами, такими как Marc E. Bassy, Justin Bieber, G-Eazy, Mike Posner, Maejor Ali, Palisades, Machine Gun Kelly, Рик Росс, Cam’ron, 2 Chainz, Mod Sun, Rivers Cuomo, Childish Gambino, Billie Eilish, Pharrell Williams, Miley Cyrus, Linkin Park, Tiny Meat Gang и Jacob Satorius. Он был соавтором «Boyfriend» Джастина Бибера вместе с Майком Познером, который дебютировал под номером два на Billboard Hot 100. Он также продюсировал заглавный трек с альбома G-Eazy These Things Happen, а также включил его в альбом.
| Название              | Артист            | Год  | Роль                  |
| --------------------- | ----------------- | ---- | --------------------- |
| «End of the Road»     | Machine Gun Kelly | 2012 | Автор текста          |
| «Boyfriend»           | Justin Bieber     | 2012 | Автор текста          |
| «These Things Happen» | G-Eazy            | 2014 | Продюсер/автор текста |
| «Look Up»             | Mod Sun           | 2015 | Продюсер              |
| «Mind Games»          | Palisades         | 2015 | Автор текста          |
| «Sorry For Now»       | Linkin Park       | 2017 | Продюсер              |
| «talk is overrated»   | Jeremy Zucker     | 2017 | Автор текста          |
| «About You»           | Mike Shinoda      | 2018 | Продюсер/автор текста |

## Личная жизнь
Мусто родился в Питтстоне, штат Пенсильвания, и в детстве переехал в Дейтона-Бич, штат Флорида. Мусто вырос в Палм-Кост, штат Флорида. Он переехал в Атланту, штат Джорджия, а затем в Лос-Анджелес, штат Калифорния, когда он был подростком.
В 2016 году Мусто отправился в больницу из-за кислотного рефлюкса. Врачи поставили ему диагноз «некротический панкреатит», он перенес несколько операций и оставался в больнице в течение года.
В апреле 2021 года обручился со своей девушкой Мишель Матуро. У пары два сына — Миднайт Томас Мусто (род. 26 января 2020) и Мopрисcи Oникс Мустo (род. 12 марта 2022).

## Дискография

### Студийные альбомы
- Deadroses (2015)
- Help (2015)
- Digital Druglord (2017)
- Cybersex (2017)
- Anonymous (2019)
- Everything means nothing (2020)
- In Loving Memory (2022)

### Совместные альбомы
- Hotel Motel (вместе с Mod Sun) (2016)
- Mansionz (вместе с Mike Posner) (2017)